# Trdelník

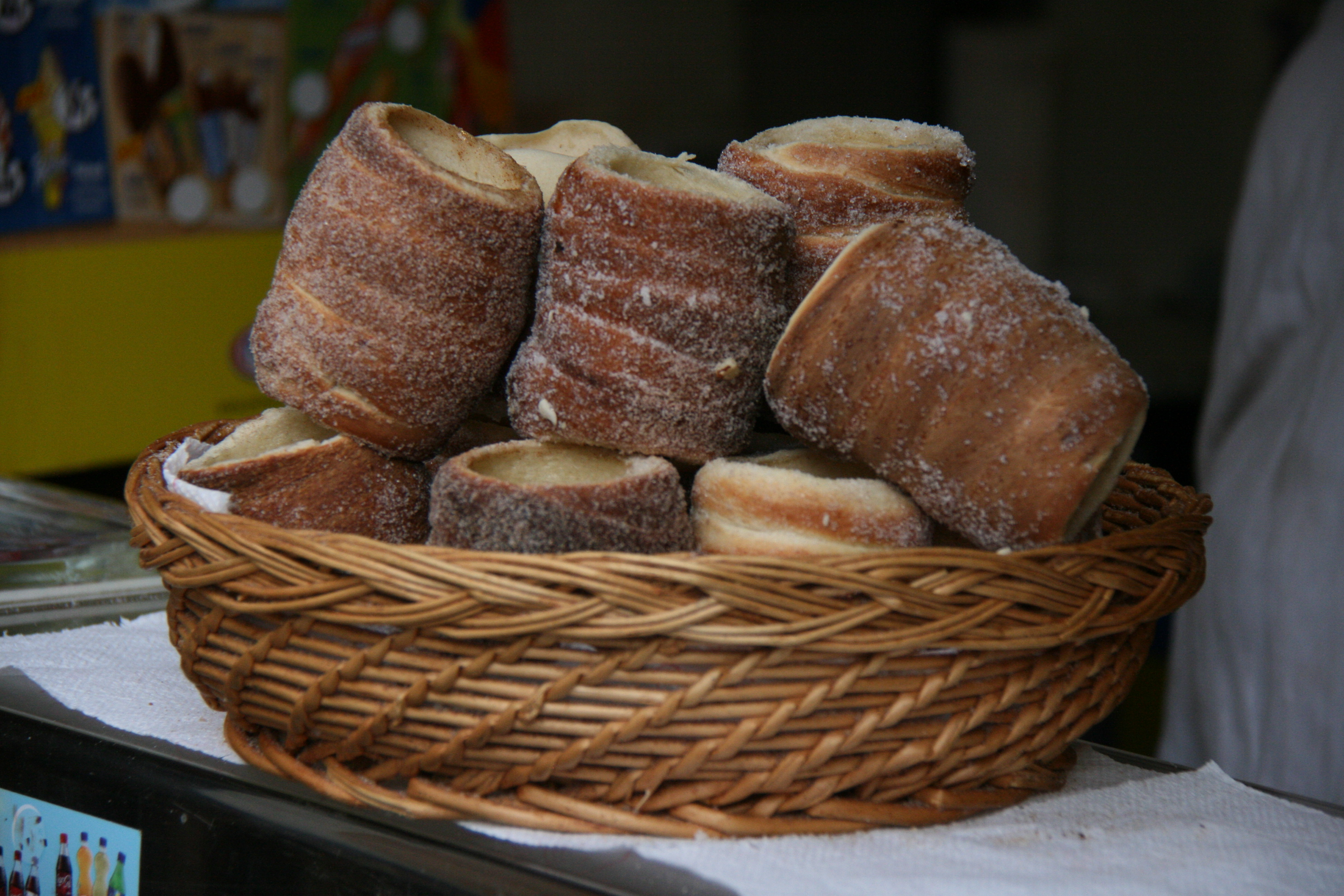
Una cistella amb trdelník acabats d'elaborar.

Trdelník (conegut també com a Skalický trdelník) és un pastís tradicional de la cuina eslovaca (a la frontera d'Eslovàquia - Moràvia). Es tracta d'una massa de farina enrotllada en una punxa similar a la que s'utilitza per fer broquetes, però de fusta (el nom de la qual és trdlo) i que es rosteix al foc d'unes brases la massa mentre que gira sobre si mateix. La forma final és el d'una massa cuita al foc de forma cilíndrica i buida per l'interior, amb un sabor fumat així com aromatitzat amb canyella. És molt tradicional i és dels més sol·licitats als mercats de carrer (a Praga).

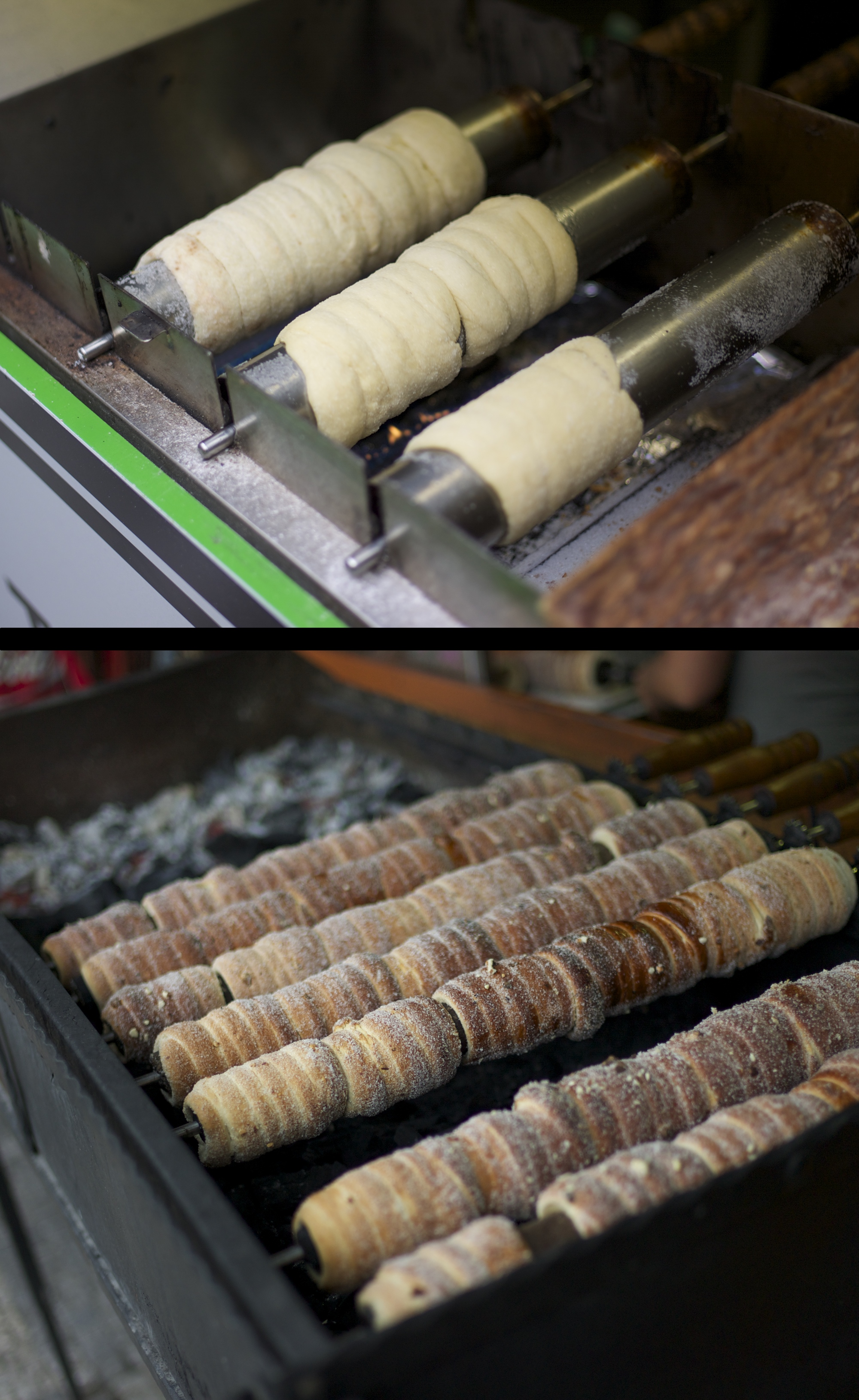
Punt d'elaboració del Trdlnik

## Història
La seva producció té una gran tradició a Skalica, Eslovàquia (frontera amb República Txeca). Un general hongarès jubilat, El Comte Jopotzsef Gvadovascnyi, que també era poeta i filòsof, es va establir a Skalica al final del segle xviii, va donar feina a un cuiner de Transsilvània, que va portar de les seves terres la recepta de la trdelnovina, i va canviar algunes de les seves característiques de la massa fins a arribar a la denominació actual coneguda com Skalický trdelník. El nom original de la massa hongaresa és el Minyona francesa.

## Característiques

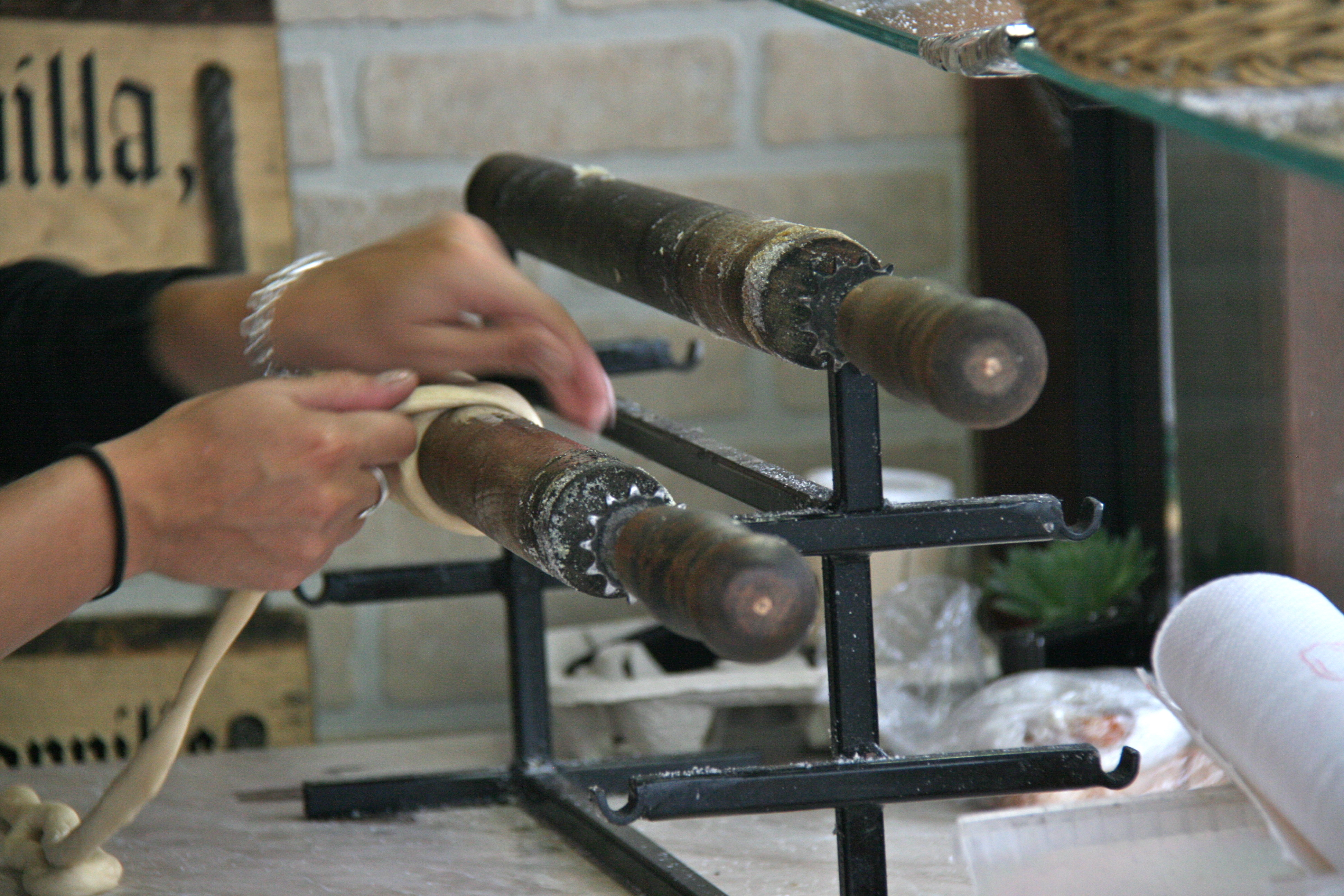
La massa del Trdelník preparant-se al trdle.

A causa de la popularitat del dolç en diversos llocs de República Txeca, així com la seva presència a les celebracions festives, va sorgir l'associació civil anomenada Skalický trdelník que es va fundar a finals de 2004. El seu objectiu és la salvaguarda de l'origen del trdelník mantenint la seva denominació, així com l'elaboració. El seu nom prové de trdlo que és el pal de fusta (en alguns casos de ferro fos) sobre el qual s'enrotlla la massa. La preparació de l'skalický té tres etapes:
1. A la primera la massa de forma cilíndrica, del gruix d'un dit, es va enrotllant al voltant del pal de fusta (trdlo, d'una longitud aproximada de mig metre) fins a cobrir gairebé completament el trdlo .
2. La massa enrotllada es recobreix en una safata que conté una massa barreja de farina de nous (o ametlles) i sucre. Al final s'encalca directament sobre aquest recobriment.
3. Es col·loca el trdle sobre unes brases i s'espera que quedi daurat, cosa que sol passar als pocs minuts. A la brasa sol haver-hi diversos trdlo donant servei als diversos clients que ho van sol·licitant.

Moltes vegades els trdelník se solen servir amb mel, xocolata, nata o gelat.